# Gonarthrus labiosus
Gonarthrus labiosus är en tvåvingeart som beskrevs av Hesse 1938. Gonarthrus labiosus ingår i släktet Gonarthrus och familjen svävflugor. Inga underarter finns listade i Catalogue of Life.